# Black Tom Cassidy
Thomas Cassidy, alias « Black Tom » Cassidy est un super-vilain évoluant dans l'univers Marvel de la maison d'édition Marvel Comics. Créé par le scénariste Chris Claremont et le dessinateur Dave Cockrum, le personnage de fiction apparaît pour la première fois dans le comic book X-Men #99 en juin 1976.
Ancien partenaire du Fléau (alors un super-vilain), c'est un des ennemis récurrents des X-Men.

## Biographie du personnage

### Origines
Originaire de Dublin, Tom Cassidy est l'héritier des biens et du château de la famille Cassidy, vieille famille irlandaise. Il dilapide cependant toute sa fortune au jeu et accumule des dettes. Il entre très vite en conflit avec son cousin, Sean Cassidy (le Hurleur) qui hérite finalement du château familial et qui lui dispute le cœur de Maeve Rourke. Lorsque celle-ci lui préfère Sean, la rancœur de Tom se transforme en haine. Il décide alors de refaire fortune mais grâce à une carrière criminelle.
Pendant un séjour en prison, il rencontre Cain Marko (le Fléau). Il se lie d'amitié avec lui et utilise ses pouvoirs mutants pour les faire évader tous les deux. Ils retournent en Irlande du Nord où ils affrontent les X-Men.
Peu après, Maeve, la femme de Sean, est victime d'une bombe de l'IRA. Sean ignore alors  l'existence de sa fille Theresa (la future Cyrène), d'autant que Tom l’enlève après l'attentat. Tom l’élève comme sa propre fille et lorsque ses pouvoirs mutants se développent à l'adolescence, il utilise Theresa pour ses activités illégales. Après son arrestation, il innocente Theresa et révèle son existence à Sean Cassidy.

### Parcours
Durant sa carrière, Black Tom affronte à maintes reprises les X-Men, mais aussi le héros Spider-Man.
Plus tard, alors qu'il est grièvement blessé par Cable pendant une rencontre avec X-Force, il est l'objet d'une expérience dans un centre de recherche génétique en France. Les parties mutilées de son corps sont remplacées par une substance proche du bois. À la suite d'une infection et une contamination de son sang par celui de Deadpool, il subit une mutation physique, qui le transforme en être végétal. Cela le rend fou.
À cette période, il rejoint la Confrérie des mauvais mutants alors que le Fléau avait infiltré les X-Men. Cain Marko, pourtant, change de comportement au contact d'un jeune mutant, Sammy. Le jeune garçon, témoin d'une réunion des terroristes, est exécuté par Black Tom. Enragé, Marko attaque l'Irlandais et le démembre. Mais la forme végétale de Cassidy lui permet de survivre. Le Fléau avertit les X-Men et un combat s'ensuit. Xorn aspire la Confrérie dans un trou noir.
On ignore comment, mais Black Tom réussit à revenir sur Terre.

### Après leM-Day
Lors de l'arc narratif House of M, Black Tom fait partie des mutants qui conserve son gène X activé. Toutefois, sa mutation secondaire se résorbe totalement. Il retrouve donc un corps humain et un état mental stable. Il éprouve même des regrets à propos du meurtre de Sammy.
Il est engagé par l'organisation Black Air pour combattre la nouvelle équipe Excalibur, mais est facilement battu par le Fléau, faisant partie du X-groupe à l'époque. Ce dernier le force à se rendre aux autorités.

## Pouvoirs et capacités
À l'origine, Black Tom est un mutant qui peut générer des rafales de force de concussion (force de choc) ou de chaleur qu’il cible à travers le bois. Il s'en sert généralement avec un shillelagh, une canne traditionnelle irlandaise. Il peut aussi contrôler toutes les formes de vie végétales qui l’entourent, et en accélérer la croissance. Il possède la force normale d’un homme de son âge et de sa constitution qui poursuit une activité physique modérée et régulière.
En complément de ses pouvoirs, c'est un bon lutteur et un bretteur doué, mais aussi un fin stratège. À l'occasion, il utilise également un sabre et une hachette.
Il est résistant et peut-être immunisé au pouvoir sonique de son cousin le Hurleur et de sa nièce Cyrène.
À la suite d'une modification génétique, il lui était possible de générer son énergie à partir de n’importe quelle partie de son corps greffée à une substance semblable à du bois. Après sa transformation en créature mi-homme mi-plante, causée par une mutation secondaire, il pouvait accroître sa taille (et ainsi obtenir une force et une résistance surhumaine), faire repousser ses membres arrachés et contrôler toute forme de vie végétale qui l’entourait, voire la modifier de la même manière. Il pouvait également y transporter une partie de sa conscience.

## Apparitions dans d'autres médias

### Télévision
Black Tom apparait dans deux épisodes de la série d'animation X-Men dans les années 1990.

### Cinéma
Black Tom apparait dans le film Deadpool 2. Il est l'un des codétenus de Deadpool et Firefist à l'Icebox. Il provoque et affronte ces derniers à la cantine. Lors d'un transfert de prisonniers en camion, Black Tom est accidentellement tué par le pistolet de Cable.